# Jordi Pujol i Soley
Jordi Pujol i Soley (pron. catalana: [ˈʒɔɾði puˈʒɔl i suˈlɛj]; Barcellona, 9 giugno 1930) è un politico spagnolo, presidente della Generalitat de Catalunya dal 1980 al 2003.

## Biografia
Nato pochi mesi dopo la caduta del regime di Miguel Primo de Rivera, diventò medico farmacologo e fu arrestato nel 1960 perché contestatore del regime di Francisco Franco. Condannato a sette anni di reclusione, fu poi rilasciato due anni e mezzo più tardi, venendo immediatamente confinato a Gerona. Nel 1974 fondò il partito Convergenza Democratica di Catalogna, del quale fu il primo segretario. A capo della coalizione Convergenza e Unione, fu eletto presidente della Generalitat de Catalunya per la prima volta il 24 aprile 1980, per poi essere rieletto ininterrottamente nel 1984, 1988, 1992, 1995 e 1999. Si ritirò nel 2003, cedendo la leadership del partito ad Artur Mas.